# Liste der Stolpersteine in Berlin-Westend
Die Liste der Stolpersteine in Berlin-Westend enthält die Stolpersteine im Berliner Ortsteil Westend im Bezirk Charlottenburg-Wilmersdorf, die an das Schicksal der Menschen erinnern, die im Nationalsozialismus ermordet, deportiert, vertrieben oder in den Suizid getrieben wurden. Die Spalten der Tabelle sind selbsterklärend. Die Tabelle erfasst insgesamt 157 Stolpersteine und ist teilweise sortierbar; die Grundsortierung erfolgt alphabetisch nach dem Familiennamen.
| Bild | Name                                                    | Standort                           |      | Verlegedatum  | Leben |
| ---- | ------------------------------------------------------- | ---------------------------------- | ---- | ------------- | --- |
|      | Luise Bäck                                              | Hessenallee 9                      |      | 5. März 2013  | Luise Ehrenstein (* 26. Juni 1856 in Szentistvanfalva, Österreich-Ungarn) heiratete Josef Baeck (* 1848). Sie wohnten in Wien, wo ihnen 4 Kinder geboren wurden. Ehemann Josef verstarb Anfang des 20. Jahrhunderts. Die beiden Töchter, Else und Grethe, wurden Schauspielerinnen. Else arbeitete ab 1915 an der Volksbühne Berlin, Theater am Bülowplatz. Sie wohnte in der Gleditschstraße 43 II. Ab 1925 ist unter dieser Anschrift auch ihre Mutter Luise gemeldet. Luise Baeck wurde am 14. September 1943 in die Sammelstelle Iranische Straße 2 gebracht, am 15. November 1943 nach Theresienstadt deportiert und dort am 17. Februar 1944 ermordet. |
|      | Regina Barkan                                           | Westendallee 45                    |      | 8. März 2025  | |
|      | Martha Barth                                            | Königin-Elisabeth-Straße 58        | Lage | 4. Okt. 2010  | Martha Barth, geb. Bloch am 6. Juli 1867 in Leobschütz. Sie wurde am 20. November 1942 nach Theresienstadt deportiert und am 13. April 1943 ermordet. |
|      | Eva Susanne Baruch                                      | Waldschulallee 7                   | Lage | 12. Sep. 2007 | Eva Susanne Baruch, geboren am 11. Januar 1923 in Köslin, war Schwesternschülerin im Jüdischen Krankenhaus. Sie wurde am 26. Oktober 1942 zusammen mit ihren Eltern (s. Roscherstraße 7) nach Riga deportiert und dort in den Wäldern von Bikernieki am 28. Oktober 1942 ermordet. Der Stolperstein wurde im Auftrag ihres Bruders, Prof. Leslie Baruch Brent, London, verlegt. |
|      | Ludwig Beermann                                         | Stormstraße 10                     | Lage | 12. Mai 2006  | Dr. med. vet. Ludwig Beermann, geb. 20. Januar 1864 in Schermeisel/Kreis Oststernberg. Der Besitzer des Hauses Stormstraße 10 war Freimaurer und als solcher eine Weile stellvertretendes Mitglied des Ehrenrates. Er wählte am 30. Juli 1941 den Freitod vor der befürchteten Deportation. |
|      | Klaus Bonhoeffer                                        | Alte Allee 9–11                    |      | 14. Nov. 2015 | Eine frühere Version des Steins wurde am 23. Juni 2015 verlegt (Foto des damals verlegten Steins) und am 14. November 2015 durch die korrigierte Fassung ersetzt. |
|      | Cato Bontjes van Beek                                   | Kaiserdamm 22                      | Lage | 12. Juni 2009 | Cato Bontjes van Beek, geboren am 14. November 1920 in Bremen, schloss sich der Widerstandsgruppe Rote Kapelle um Harro Schulze-Boysen an und schrieb an einem sechsseitigen Flugblatt mit, das zum Umsturz aufforderte. Sie wurde am 20. September 1942 von der Gestapo verhaftet, am 8. Januar 1943 vom Reichskriegsgericht zum Tode verurteilt und am 5. August 1943 im Strafgefängnis Plötzensee durch das Fallbeil hingerichtet. |
|      | Fritz Bennigson                                         | Frankenallee 14                    |      | 4. Dez. 2017  | |
|      | Harriet Bennigson                                       | Frankenallee 14                    |      | 4. Dez. 2017  | |
|      | Walter Berg                                             | Eichkampstraße 122                 |      | 4. Apr. 2025  | |
|      | Alfred David Beutler                                    | Theodor-Heuss-Platz 2              | Lage | 10. Feb. 2016 | |
|      | Ernst Beutler                                           | Theodor-Heuss-Platz 2              | Lage | 10. Feb. 2016 | |
|      | Friedrich Beutler                                       | Theodor-Heuss-Platz 2              | Lage | 10. Feb. 2016 | |
|      | Käthe Beutler                                           | Theodor-Heuss-Platz 2              | Lage | 10. Feb. 2016 | |
|      | Ruth Beutler                                            | Theodor-Heuss-Platz 2              | Lage | 10. Feb. 2016 | |
|      | Edith Broh                                              | Kaiserdamm 22                      | Lage | 12. Juni 2009 | Edith Broh, geb. Goldlust, am 3. Dezember 1906 in Berlin, wurde am 14. November 1941 mit dem V. Transport nach Minsk deportiert und ermordet. |
|      | Hedwig Broh                                             | Kaiserdamm 22                      | Lage | 12. Juni 2009 | Hedwig Broh, geb. Brick, am 5. Dezember 1879 in Berlin wurde am 14. November 1941 mit dem V. Transport nach Minsk deportiert und ermordet. |
|      | Margarete Bruck                                         | Eschenallee 13a                    | Lage | 17. Juli 2007 | Margarete Bruck, geb. Hahlo, Jahrgang 1887, wurde 1942 deportiert und in Minsk ermordet. Das Todesdatum ist unbekannt. |
|      | Martin Bruck                                            | Eschenallee 13a                    | Lage | 17. Juli 2007 | Dr. Martin Bruck, Jahrgang 1878, wurde 1942 deportiert und in Minsk ermordet. Das Todesdatum ist unbekannt. |
|      | Lilli Buch                                              | Am Vogelherd 20                    |      | 4. Apr. 2025  | |
|      | Salomon Max Charmatz                                    | Lindenallee 4                      |      | 23. März 2023 | |
|      | Auguste Cohn                                            | Bredtschneiderstraße 10            |      | 17. Juli 2025 | |
|      | Siegmund Cohn                                           | Bredtschneiderstraße 10            |      | 17. Juli 2025 | |
|      | Cordelia Edvardson                                      | Eichkatzweg 33                     | Lage | 2. Okt. 2008  | Cordelia Edvardson wurde am 1. Januar 1929 in München als Tochter der katholischen Schriftstellerin Elisabeth Langgässer und des jüdischen Staatsrechtlers Hermann Heller geboren. Mit 15 Jahren wurde sie trotz eines Rettungsversuchs durch ihre Mutter (Adoption durch ein spanisches Ehepaar) am 10. März 1944 nach Theresienstadt und von dort nach Auschwitz deportiert. Schwer an Tuberkulose erkrankt, gelangte sie im Mai 1945 durch die Rettungsaktion der Weißen Busse nach Schweden, wo sie eine erfolgreiche Journalistin wurde. Sie lebte dreißig Jahre lang als Auslandskorrespondentin in Israel und verstarb am 29. Oktober 2012 in Stockholm. Ihr Schicksal schildert sie in dem autobiografischen Roman „Gebranntes Kind sucht das Feuer“ (dtv München 2005). |
|      | Charlotte Luise Fischer                                 | Meerscheidtstraße 13               |      | 19. Mai 2016  | |
|      | Charlotte Fontheim                                      | Heerstraße 15 früher Kaiserdamm 67 | Lage | 4. Okt. 2010  | Charlotte Fontheim, geb. Marck, am 10. März 1891 in Berlin. Sie wurde gemeinsam mit ihrem Ehemann Georg Martin Fontheim und ihrer Tochter Eva Irene am 12. Januar 1943 nach Auschwitz deportiert und dort ermordet. |
|      | Eva Irene Fontheim                                      | Heerstraße 15 früher Kaiserdamm 67 | Lage | 4. Okt. 2010  | Eva Irene Fontheim geb. am 18. Juli 1927 in Berlin. Sie wurde gemeinsam mit ihren Eltern Georg Martin Fontheim und Charlotte Fontheim am 12. Januar 1943 nach Auschwitz deportiert und dort ermordet. |
|      | Georg Martin Fontheim                                   | Heerstraße 15 früher Kaiserdamm 67 | Lage | 4. Okt. 2010  | Dr. Georg Martin Fontheim, Rechtsanwalt und Notar, geb. am 30. August 1881 in Berlin. Er wurde gemeinsam mit seiner Ehefrau Charlotte Fontheim und seiner Tochter Eva Irene mit dem 26. Osttransport am 12. Januar 1943 nach Auschwitz deportiert und dort ermordet. |
|      | Elli Gebhardt                                           | Eschenallee 20                     |      | 19. Mai 2016  | |
|      | Elisabeth Charlotte Gloeden                             | Kastanienallee 23                  | Lage | 4. Okt. 2010  | Dr. Elisabeth Charlotte Gloeden, geb. Kuznitzky, am 9. Dezember 1903 in Köln, war eine deutsche Juristin und im Widerstand gegen das NS-Regime. Sie war mit Erich Gloeden verheiratet. Das Ehepaar nahm den in Zusammenhang mit dem Hitler-Attentat vom 20. Juli 1944 gesuchten General der Artillerie Fritz Lindemann in seine Wohnung auf. Elisabeth Gloeden wurde mit ihrem Mann und ihrer Mutter Elisabeth Kuznitzky verhaftet und vor dem Volksgerichtshof angeklagt. Sie wurde zum Tode verurteilt und im Strafgefängnis Berlin-Plötzensee enthauptet. In Köln-Altstadt-Nord, Mohrenstraße 26 wurde ein weiterer Stolperstein für Elisabeth Charlotte Gloeden verlegt. |
|      | Erich Gloeden                                           | Kastanienallee 23                  | Lage | 4. Okt. 2010  | Erich Gloeden, geb. Loevy, am 23. August 1888 in Berlin war ein deutscher Architekt und Widerstandskämpfer gegen den Nationalsozialismus. Er gewährte am 29. Juli 1944 dem General der Artillerie Fritz Lindemann, einem Hauptbeteiligten des Attentats vom 20. Juli 1944, Unterschlupf. Am 3. September wurde die Wohnung von der Gestapo gestürmt und Fritz Lindemann sowie Erich Gloeden, seine Ehefrau und die dort wohnende Schwiegermutter Elisabeth Kuznitzky verhaftet. Am 27. November 1944 wurde er vom Volksgerichtshof zum Tod verurteilt, wie auch seine Frau und seine Schwiegermutter. Das Urteil wurde am 30. November in Plötzensee durch Enthauptung vollstreckt. |
|      | Ludwig Goldmann                                         | Rüsternallee 23                    |      | 30. Mai 2018  | |
|      | Gertrud Goldschmidt                                     | Meerscheidtstraße 13               |      | 19. Mai 2016  | |
|      | Süßkind gen. Sigmund Goldschmidt                        | Württembergallee 10                | Lage | 12. Mai 2006  | Sigmund Goldschmidt, genannt Süsskind, geb. am 3. März 1884 in Gudensberg, wurde am 17. November 1941 nach Kowno (Devintas Fortas) deportiert und dort am 25. November 1941 ermordet. |
|      | Vally Goldschmidt                                       | Württembergallee 10                | Lage | 12. Mai 2006  | Vally Goldschmidt geb. Schlochauer verw. Bieber, am 4. Juli 1887 in Berlin, wurde am 17. November 1941 nach Kowno (Devintas Fortas) deportiert und dort am 25. November 1941 ermordet. |
|      | Clara Grau                                              | Waldschulallee 7                   | Lage | 8. Sep. 2009  | Clara Grau, geb. 6. Dezember 1859 in Rastenburg bei Königsberg, war in Berlin lange Zeit zusammen mit ihrer Schwester Margarethe, die 1928 verstarb, als Lehrerin an der Vogelschen Schule, einem Mädchenseminar, tätig. Die Schwestern lebten zu dieser Zeit in der Marchstraße und hatten freundschaftlichen Umgang mit der Bankiersfamilie Ebeling. Ab 1936 ist die 77-jährige Clara Grau in der Waldschulallee 7 als Haushälterin bei der Familie Magud gemeldet. Aufgrund ihres Alters und ihrer früheren Tätigkeit wird es sich hierbei um eine notwendige Legalisierung ihres Wohnens gehandelt haben. 1940 wird das Ehepaar Magud enteignet und muss in eine sog. „Judenwohnung“ umziehen, wahrscheinlich auch Clara Grau. Ab März 1942 wohnt sie mit dem Ehepaar Magud in einer „Judenwohnung“ in der Rosenheimer Straße 27 in Berlin-Schöneberg. Danach lebte sie in der Wohnung ihres Neffen, dem Rechtsanwalt Walter Grau, in der Wilhelm-Gustloff-Straße 51, der heutigen Dernburgstraße, am Lietzensee (Charlottenburg). Die Deportation der 82-jährigen war auf den 28. September 1942 festgesetzt. Einen Tag davor begingen beide Selbstmord. Ein weiterer Neffe, Richard Grau (später Richard Graw), überlebte die Shoah in der Emigration (USA). |
|      | Martin Hahn                                             | Brixplatz 6                        | Lage | 11. Dez. 2007 | Martin Hahn, geb. am 23. Oktober 1892 in Breslau, wählte am 24. Oktober 1941 den Freitod vor der geplanten Deportation. |
|      | Charles Hallè                                           | Am Rupenhorn 12-14                 |      | 17. Okt. 2024 | |
|      | Edith Hallè                                             | Am Rupenhorn 12-14                 |      | 17. Okt. 2024 | |
|      | Theodor Haubach                                         | Falterweg 11                       |      | 5. März 2013  | Zwei weitere Stolpersteine für Theodor Haubach befinden sich in Hamburg-Uhlenhorst und Hamburg-Altstadt. |
|      | Alice Heim                                              | Königin-Elisabeth-Straße 58        | Lage | 4. Okt. 2010  | Alice Heim, geb. am 10. Dezember 1895 in Kolmar. Sie wurde am 26. Februar 1943 nach Auschwitz deportiert und dort ermordet. Das Todesdatum ist unbekannt. |
|      | Johanna Heim                                            | Königin-Elisabeth-Straße 58        | Lage | 4. Okt. 2010  | Johanna Heim geb. am 19. August 1849 in Chelmce geboren. Sie wurde am 20. November 1942 nach Theresienstadt deportiert und am 1. Dezember 1942 ermordet. |
|      | Margarete Heim                                          | Königin-Elisabeth-Straße 58        | Lage | 4. Okt. 2010  | Margarete Heim, geb. Bloch am 31. Dezember 1865 in Leobschütz. Sie wurde am 25. Mai 1943 nach Theresienstadt deportiert und am 7. März 1944 ermordet. |
|      | Max Heim                                                | Königin-Elisabeth-Straße 58        | Lage | 4. Okt. 2010  | Dr. Max Heim, geb. am 14. Februar 1865 in Neisse. Er wurde gemeinsam mit seiner Ehefrau am 25. Mai 1943 nach Theresienstadt deportiert und am 28. Februar 1944 ermordet. |
|      | Fritz Jacob Heine                                       | Eichenallee 3                      | Lage | 24. Juli 2012 | Fritz Jacob Heine, Jahrgang 1884, wurde am 24. Oktober 1941 nach Litzmannstadt und am 3. Juli 1944 im Kulmhof ermordet. |
|      | Johanna Heine                                           | Eichenallee 3                      | Lage | 24. Juli 2012 | Johanna Heine, Jahrgang 1895, geb. Pels, wurde am 24. Oktober 1941 nach Litzmannstadt deportiert und im November 1941 dort ermordet. |
|      | Gertrud Lisbeth Heller                                  | Ahornallee 50                      | Lage | 28. Juni 2011 | Gertrud Lisbeth Heller, geb. Huldschinsky am 17. Mai 1876 in Gleiwitz, heiratete am 11. November 1894 in Berlin den aus Dresden stammenden Dr. jur. Ernst Salomon Heller (* 11. Jun 1864). Auf der Heiratsurkunde wurde am 26. April 1920 für die beiden Eheschließenden der Übertritt zur evangelischen Religion am 31. Januar 1908 vermerkt. Sie hatte drei Kinder, Georg Bernhard Heller (1895–1948), Hubert Hein Heller und Annemarie Heller (* 20. April 1897). Ihr Bruder Dr. phil. Ernst Huldschinsky (* 9. Februar 1874) war der Ehemann von Josefine Huldschinsky (geb. Sorger), die beiden haben am 18. Juli 1910 auf dem Standesamt Schöneberg I geheiratet. Am 10. September 1942 wurde sie mit 100 weiteren Personen mit dem Transport I/63-6525 nach Theresienstadt deportiert, von denen nur vier überlebten. Dort verstarb sie am 23. Januar 1943 laut Totenschein an Bauchtyphus und Herzmuskelentartung. Es ist davon auszugehen, dass sie an den unmenschlichen Lebensbedingungen im Lager starb. |
|      | Arthur Hess                                             | Reichsstraße 106                   | Lage | 29. Aug. 2005 | Arthur Hess, geboren am 16. Oktober 1872 in Amsterdam, wurde am 27. Oktober 1941 nach Litzmannstadt deportiert und dort am 9. Mai 1942 ermordet. |
|      | Gertrud Hess                                            | Reichsstraße 106                   | Lage | 29. Aug. 2005 | Gertrud Hess geb. Engelmann, am 11. Dezember 1881 in Berlin, wurde am 27. Oktober 1941 nach Litzmannstadt deportiert und dort am 23. April 1942 ermordet. |
|      | Ellen Cecilia Heymann                                   | Königin-Elisabeth-Straße 1         |      | 6. Okt. 2021  | |
|      | Emma Heymann                                            | Königin-Elisabeth-Straße 1         |      | 6. Okt. 2021  | |
|      | Henrietta Heymann                                       | Königin-Elisabeth-Straße 1         |      | 6. Okt. 2021  | |
|      | Karl Heinz Heymann                                      | Königin-Elisabeth-Straße 1         |      | 6. Okt. 2021  | |
|      | Robert Heymann                                          | Königin-Elisabeth-Straße 1         |      | 6. Okt. 2021  | |
|      | Josefine Huldschinsky                                   | Ahornallee 50                      | Lage | 28. Juni 2011 | Josephine Huldschinsky, geb. Sorger am 5. September in Wien. Sie zog am 3. Juni 1910 mit ihrem Ehemann in die Barbarossastraße nach Berlin-Wilmersdorf. 1939 zog sie zu ihrer Schwägerin Gertrud Heller und deren Tochter Annemarie in die Ahornallee 50. Nach einem kurzen Aufenthalt im Sammellager Leistikowstraße 2 wurde sie am 18. März 1943 nach Theresienstadt deportiert, wo sie am 9. April 1943 im Alter von 72 Jahren an den unmenschlichen Lebensbedingungen starb. Von den 1285 Personen des Transports 1/90 überlebten lediglich 218 den Transport oder die Zeit im Konzentrationslager. |
|      | Carl Huth                                               | Kaiserdamm 84                      | Lage | 8. Okt. 2015  | |
|      | Henriette Huth                                          | Kaiserdamm 84                      | Lage | 8. Okt. 2015  | |
|      | Else Isaacsohn                                          | Stormstraße 4                      |      | 15. Okt. 2013 | |
|      | Eva Jacobsohn                                           | Leistikowstraße 2                  | Lage | 4. Okt. 2010  | Dr. med. Eva Jacobsohn wurde am 12. November 1890 in Goldap geboren, sie wurde am 6. März 1943 nach Auschwitz deportiert und ermordet. |
|      | Agnes Joachimsohn                                       | Fredericiastraße 2                 | Lage | 30. Sep. 2010 | Agnes Joachimsohn, geb. Abramczyk, wurde am 30. April 1899 in Wreschen geboren. Sie wurde am 16. Dezember 1942 nach Theresienstadt deportiert und von dort in das Vernichtungslager Auschwitz gebracht, wo sie am 9. Oktober 1944 ermordet wurde. |
|      | Moritz Joachimsohn                                      | Fredericiastraße 2                 | Lage | 30. Sep. 2010 | Moritz Joachimsohn, geb. am 25. Juli 1870 in Breslau. Er wurde am 16. Dezember 1942 nach Theresienstadt deportiert und dort am 16. Mai 1944 ermordet. |
|      | Alice Joel                                              | Falterweg 11                       | Lage | 8. Sep. 2009  | Alice Joel, geb. Moll, am 30. September 1883, wohnte mit ihrem Ehemann, dem Kammergerichtsrat i. R. Dr. Ernst Joel, geb. 26. Mai 1874, seit dem Kauf des Hauses 1939. Kurz nach dem Einzug starb Ernst Joel 65-jährig am 15. August 1939. Im Nachbarhaus, Nr. 13, wohnte die Schwester von Ernst Joel. Die Kinder der Joels, Gerhard und Marlene, waren bereits nach Lima/Peru geflüchtet. Alice Joel lebte noch einige Zeit dort, bis sie in die Cunostraße 58 (Wilmersdorf) zog. Mit 58 Jahren wurde sie am 17. November 1941 ins Ghetto von Kowno/Litauen deportiert. Dort wurde sie am 25. November 1941 ermordet. Bis zu ihrer Emigration im Juli 1938 gehörte das Haus dem Schneidermeister Martin Moddel (Fabrikation für Damenmoden in der Neuen Friedrichstraße, Mitte). Er konnte mit seiner Frau Martha und den Kindern Hans und Peter nach Sydney/Australien fliehen. Nach den Joels bewohnte der Journalist und Sozialdemokrat Theodor Haubach, geb. 15. September 1896, von 1943 bis 1944 das Haus. Er wurde wegen seiner Mitgliedschaft zum Kreisauer Kreis am 23. Januar 1945 in Plötzensee hingerichtet. (Stolperstein in Hamburg) |
|      | Kurt Kaliski                                            | Zikadenweg 39                      | Lage | 8. Sep. 2009  | Kurt Kaliski, geboren am 17. Dezember 1896 in Berlin, wurden am 17. März 1943 nach Theresienstadt, von dort am 29. September 1944 nach Auschwitz deportiert und da am 15. Oktober 1944 ermordet. |
|      | Nelly Kaliski                                           | Zikadenweg 39                      | Lage | 8. Sep. 2009  | Nelly Kaliski, geb. Wolfsohn, am 5. September 1895 in Berlin, war 11 Jahre alt als ihr Vater starb. Ihre Mutter zog sie, die Schwester Bertha und ihren Bruder Alfred Wolfsohn, geb. 23. September 1896, allein groß. Etwa seit 1928 lebte Nelly Kaliski im Zikadenweg 39. Von 1932 bis ca. 1941 war sie Eigentümerin des Hauses. Zuletzt wohnte Nelly mit ihrem Ehemann Kurt Kaliski, den sie Ende der 30er Jahre geheiratet hatte, in der Solinger Straße 7 in Berlin-Moabit. Von dort wurden beide am 17. März 1943 nach Theresienstadt und am 4. Oktober 1944 nach Auschwitz deportiert. Nelly Kaliski war 49 und Kurt Kaliski 48 Jahre, als sie am 15. Oktober 1944 ermordet wurden. Ihre Schwester Bertha wurde im Januar 1942 nach Riga deportiert und ermordet. Alfred Wolfsohn, der sich zum Gesangslehrer und Stimmexperimentator herangebildet hatte, konnte 1939 nach England emigrieren. Nach dem Krieg unterrichtete er dort seine Art der Stimmentwicklung und gelangte in den 50er Jahren auch zu internationaler Anerkennung. Er starb am 5. Februar 1962 in London; sein Vermächtnis wird von seinen Schülern weitergeführt. (Nachlass im Jüdischen Museum Berlin) Er gab der bekannten Sängerin Paula Salomon-Lindberg, der Mutter der Malerin Charlotte Salomon, Gesangsunterricht. So lernte die Tochter ihn kennen und verliebte sich in ihn. In ihrem Werk „Leben? oder Theater?“ ist er in der Figur des Daberlohn dargestellt. Charlotte Salomon wurde nach Auschwitz deportiert und ermordet. (Lit: Salomon, Charlotte: Leben? Oder Theater? Edward von Voolen, Bildband jüd.Museum Berlin, Prestel) |
|      | Richard Kuenzer                                         | Ulmenallee 29                      |      | 9. Aug. 2014  | |
|      | Elisabeth Kuznitzky                                     | Kastanienallee 23                  | Lage | 4. Okt. 2010  | Elisabeth Kuznitzky, geb. Liliencron, am 22. Januar 1878 war am aktiven Widerstand gegen das Dritte Reich beteiligt. Sie war die Mutter von Elisabeth Charlotte Gloeden. Das Ehepaar Gloeden nahm den in Zusammenhang mit dem Hitler-Attentat vom 20. Juli 1944 gesuchten General der Artillerie Fritz Lindemann in seine Wohnung auf. Elisabeth Kuznitzky wurde mit ihrer Tochter Elisabeth Gloeden und deren Mann Erich Gloeden verhaftet und vor dem Volksgerichtshof angeklagt. Sie wurde zum Tode verurteilt und im Strafgefängnis Berlin-Plötzensee enthauptet. In Köln-Altstadt-Nord, Mohrenstraße 26 wurde ein weiterer Stolperstein für Elisabeth Kuznitzky verlegt. |
|      | Margarete Lachmann                                      | Rüsternallee 23                    |      | 30. Mai 2018  | |
|      | Arthur Lehmann                                          | Reichsstraße 106                   |      | 8. Nov. 2021  | |
|      | Else Lehmann                                            | Falterweg 13                       | Lage | 8. Sep. 2009  | Elsbeth Lehmann, geb. Joel, am 11. Februar 1872 in Berlin, Schwester von Dr. Ernst Joel aus dem Nachbarhaus Nr. 11, wohnte hier seit 1935 mit ihrem Ehemann Richard Joel zur Miete. Die Lehmanns mussten das Haus vermutlich nach dem Verkauf (des Vorbesitzers Hayn) 1939 verlassen, waren zunächst noch in Lankwitz, dann im Jüdischen Krankenhaus in der Iranischen Straße 2 (Wedding) gemeldet. Mit dem „Altentransport“ kamen beide am 2. Februar 1943 nach Theresienstadt. Sie wurde weiter nach Auschwitz deportiert, wo sie mit 72 Jahren ermordet wurde. |
|      | Franz Lehmann                                           | Reichsstraße 106                   |      | 8. Nov. 2021  | |
|      | Gertrude Lehmann                                        | Reichsstraße 106                   |      | 8. Nov. 2021  | |
|      | Marianne Lehmann                                        | Reichsstraße 106                   |      | 8. Nov. 2021  | |
|      | Richard S. Lehmann                                      | Falterweg 13                       | Lage | 8. Sep. 2009  | Richard Lehmann, geb. 22. April 1864 in Berlin, hatte das Haus 1935 mit seiner Ehefrau Else Lehmann gemietet, nachdem sie ihre Villa in Berlin-Niederschöneweide wegen schwieriger wirtschaftlicher Lage verkaufen mussten. Richard Lehmann war Direktor einer Wollfabrik. Große Teile des Vermögens mussten als „Sühnesteuer“ an das Finanzamt bezahlt werden. Beide waren gebürtige Berliner, um die siebzig Jahre alt und „konfessionslos“, in der Sprache des Naziregimes „nichtarisch“. Tochter Edith konnte nach London fliehen. Die Lehmanns mussten das Haus vermutlich nach dem Verkauf (des Vormieters Hayn) 1939 verlassen, waren zunächst noch in Lankwitz, dann im Jüdischen Krankenhaus gemeldet. Mit dem „Altentransport“ kamen beide am 2. Februar 1943 nach Theresienstadt. Vier Monate später starb dort Richard Lehmann 79-jährig am 4. Juni 1943. Vor den Lehmanns gehörte das Haus im Falterweg 13 dem Rechtsanwalt Louis (Ludwig) Hayn und seiner Frau Meta. Die Hayns, beide Anfang fünfzig, und ihr damals knapp 10-jähriger Sohn Rolf verließen das Land rechtzeitig 1933. Die Emigrations-Odyssee führte sie über Paris und Barcelona schließlich in die USA. 1939 wurde der übliche „Notverkauf“ des Grundbesitzes aktenkundig. |
|      | Erna Leonhard                                           | Alte Allee 17                      | Lage | 24. Juli 2012 | Erna Leonhard, geb. Hirschfeld, bekannt unter dem Künstlernamen Erna Feld, wurde am 23. Juni 1893 in Werl geboren. Ihr Vater war Robert Hirschfeld (1871–1937), ihre Mutter Henriette Hirschfeld (geborene Gutfeld) (1868–1944, in Theresienstadt an Hunger gestorben, siehe Liste der Stolpersteine in Berlin-Charlottenburg). Ihr Sohn hieß Leonor Leonhard (1923–1943). Sie war Rezitatorin, Hörfunkautorin und Schauspielerin; im Rahmen des Jüdischen Kulturbunds trug sie in der Zeit des Nationalsozialismus Gedichte von Nelly Sachs und Gertrud Kolmar vor. Erna Leonhard war 49 Jahre und ihr Sohn Leonor 20 Jahre, als beide am 12. März 1943 von der Großen Hamburger Straße aus mit dem 36. Osttransport ins KZ Auschwitz deportiert und sehr wahrscheinlich bereits am Ankunftstag in der Gaskammer des KZ ermordet wurden. |
|      | Leonor Leonhard                                         | Alte Allee 17                      | Lage | 24. Juli 2012 | Leonor Leonhard, geb. am 5. April 1923 in Wernigerode, war der Sohn von Erna Feld und, gemäß den Erinnerungen seines Onkels Hans Hermann Hirschfeld, des Schriftstellers Rudolf Leonhard. Ein brüderliches Verhältnis hatte Leonor zu seinem 14 Jahre älteren Onkel, der die Lager Theresienstadt und Auschwitz als einziger seiner Familie überlebt hat und dessen unveröffentlichte Lebensgeschichte erhalten ist. Erna Leonhard war 49 Jahre und ihr Sohn Leonor 20 Jahre, als beide am 12. März 1943 von der Großen Hamburger Straße aus mit dem 36. Osttransport ins KZ Auschwitz deportiert und sehr wahrscheinlich bereits am Ankunftstag in der Gaskammer des KZ ermordet wurden. |
|      | Rosa Lewin                                              | Bredtschneiderstraße 15            |      | 17. Juli 2025 | |
|      | Albert Lewinnek                                         | Ahornallee 10                      | Lage | 28. Juni 2011 | Albert Lewinnek, geb. am 20. Mai 1882 in Berlin. Zuletzt hatte er als Verwaltungsangestellter der jüdischen Gemeinde gearbeitet. Er wurde mit seiner Ehefrau Minna und seiner Mutter Pauline mit dem „4. großen Alterstransport“ nach Theresienstadt deportiert und dort am 2. Februar 1944 unter den unmenschlichen Bedingungen umgekommen. Seine Ehefrau Minna verstarb dort am 3. September 1944. |
|      | Hertha Lewinnek                                         | Ahornallee 10                      | Lage | 28. Juni 2011 | Hertha Lewinnek, geb. am 22. August 1878 in Berlin. Sie wurde am 12. März 1943 nach Auschwitz deportiert und dort ermordet. Das Todesdatum ist unbekannt. |
|      | Pauline Lewinnek                                        | Ahornallee 10                      | Lage | 28. Juni 2011 | Pauline Lewinnek, geb. Davidsohn am 11. August 1854 in Berlin. Sie war die Mutter von Hertha und Albert Lewinnek. Am 17. März 1943 im Rahmen des „4. großen Alterstransports“ nach Theresienstadt deportiert und dort am 26. April unter den unmenschlichen Bedingungen umgekommen. |
|      | Walter Loeb-Ullmann                                     | Bayernallee 19a                    | Lage | 30. Nov. 2005 | Walter Loeb-Ullmann, geboren am 3. November 1894 in Mannheim, ermordet am 22. Februar 1943 in Auschwitz. |
|      | Gertrud Löwenson                                        | Kiefernweg 8                       | Lage | 8. Sep. 2009  | Gertrud Löwenson, geb. Weinberg, am 15. Dezember 1880 in Tilsit, war seit 1932 Eigentümerin des Hauses Kiefernweg 8. Nachdem ihr Mann Louis Löwenson um 1939 gestorben war, versuchte sie 1941 ihr Haus auf den Namen ihrer „nichtjüdischen“ Schwägerin Else Weinberg und deren Töchter Anneliese und Eva zu übertragen. Sie wollte damit der Enteignung durch die „Gemeinnützige Wohnungs- und Heimstätten GmbH Dachau“ entgehen. Der Ehemann von Else Weinberg, Gertrud Löwensons Bruder, Martin Weinberg, war als Zwangsarbeiter bei Siemens durch einen Unfall 1941 tödlich verunglückt. Der Hausbesitz sollte die Zukunft der Familie sichern. Aber das misslang, Gertrud Löwenson zog 1941 zur Untermiete in die Barbarossastrasse. Sie leistete dort ehrenamtliche Arbeit in der Kirchengemeinde. Am 19. Januar 1942 wurde sie mit 61 Jahren nach Riga deportiert und bei Ankunft sofort erschossen, wenn sie nicht schon während der Fahrt erfroren war, wie so viele andere. Ihre Schwägerin Else Weinberg und deren beide Töchter überlebten. Ihr Onkel Curt Jacobsohn, der im Eichkatzweg 28 lebte, starb 1940 im Jüdischen Krankenhaus an Herzschwäche. Erst 1956 wurde das Haus im Kiefernweg auf ihren Bruder Richard Weinberg (emigriert nach Paraguay) und Miteigentümer rückübertragen. |
|      | Erna Löwenthal                                          | Eichenallee 25                     |      | 19. Mai 2016  | |
|      | Felix Löwenthal                                         | Eichenallee 25                     |      | 19. Mai 2016  | |
|      | Estella Helene Maas                                     | Eichkampstraße 108                 | Lage | 24. Juli 2012 | Estella Helene Maas, geb. 12. Februar 1882 in Frankfurt am Main, wohnte als Untermieterin bei Frau Dr. Margarete Zuelzer. Sie war die älteste Schwester des berühmten Altphilologen Prof. Paul Maas, arbeitete in Berlin als medizinisch-technische Assistentin an der Universitätsklinik für Augenkrankheiten, wurde 1933 entlassen. Zeitweise lebte sie in England, wo sie als Lehrerin Deutsch und Französisch unterrichtete. Wieder nach Berlin zurückgekehrt, erhielt sie sich mit Englisch-Privatunterricht. Zuletzt wohnte sie in der Droysenstraße 12 zur Untermiete. Sie war 60 Jahre alt, als sie am 14. Dezember 1942 von dort abgeholt wurde und deportiert werden sollte. Unterwegs nahm sie sich das Leben. Sie hatte die Deportation schon erwartet, denn es existiert ein Brief, in dem sie ihren „Letzten Willen“ zuvor niederlegt hatte. Ihre Schwester Johanna Zelie Maas, geb. 14. August 1885 in Frankfurt am Main, war Ärztin. 57-jährig wurde sie am 13. September 1942 von Frankfurt aus, wo sie im Jüdischen Krankenhaus gearbeitet hatte, nach Theresienstadt deportiert. Sie überlebte und emigrierte 1947 in die USA. Prof. Paul Maas, geb. 18. November 1880, flüchtete von Königsberg, wo er bis 1934 als Prof. an der Universität lehrte, noch gerade rechtzeitig Ende August 1939 nach England. In Oxford fand er zunächst bei einem Verlag eine sehr einfache Anstellung. Seine dänische Frau und seine drei Kinder konnte er nicht zu sich holen. Erst 1952 lebten sie gemeinsam in Oxford. Er starb 83-jährig 1964. |
|      | Julius Magnus                                           | Meerscheidtstraße 13               |      | 19. Mai 2016  | |
|      | Anna Magud                                              | Waldschulallee 7                   | Lage | 8. Sep. 2009  | Anna Magud, geb. 2. Mai 1878, geb. Steinitz, in Katowice, war evangelisch getauft. Am 16. Dezember 1942 wurde sie mit ihrem Ehemann mit dem „77. Altentransport“ in das Konzentrationslager Theresienstadt deportiert. Anna Magud überlebte das Konzentrationslager schwer krank und starb 75-jährig am 26. September 1953. |
|      | Hans S. Magud                                           | Waldschulallee 7                   | Lage | 8. Sep. 2009  | Hans Sylvester Magud, geboren am 12. März 1862 in Rudy (Oberschlesien) war evangelisch getauft. Hans Magud kam zum Studium nach Berlin, doch brach er dieses wegen der antisemitischen Strömungen an der Friedrich-Wilhelm-Universität ab. Danach arbeitete er in der Kohlen- und Außenhandelsreederei Caesar Wollheim. Die Familie Magud bewohnte das Haus Waldschulallee 7 von 1934 bis 1940. Tochter Kaethe konnte nach Großbritannien emigrieren, Tochter Annemarie war durch eine sog. „privilegierte Mischehe“ relativ geschützt. In ihr Haus nahmen sie – auch aus finanzieller Not nach der Kürzung, bzw. Einstellung der Pensionsbezüge – andere Verfolgte auf: Eva Baruch und Clara Grau. 1940 wurden sie gezwungen ihr Haus an die „Gemeinnützige Wohnungs- und Heimstätten GmbH Dachau“ (SS-Organisation) zu verkaufen. Das Ehepaar wohnte von da an in verschiedenen sog. „Judenwohnungen“ mit anderen Verfolgten auf sehr beengtem Raum zusammen, zuletzt in der Rosenheimer Straße 27 (Schöneberg). Im November 1942 verhaftete die Gestapo das Ehepaar und brachte es in ein Durchgangslager. Am 16. Dezember 1942 wurden beide mit dem „77. Altentransport“ in das Konzentrationslager Theresienstadt deportiert. Aus Mitteln des Zwangsverkauf des Hauses mussten sie die Kosten der Deportation bezahlen. Der 80-jährige Hans Magud starb bereits nach einem Monat am 26. Januar 1943. |
|      | Hildegard Margis                                        | Lyckallee 28                       | Lage | 29. März 2008 | Hildegard Margis, geb. Beck, am 31. Mai 1897 in Posen, war Verlegerin und u. a. Bezirksverordnete der DVP. Ihr Sohn Hans-Joachim emigrierte 1936 nach England, ihre Tochter Hildegard war mit dem Diplomaten Sigismund von Braun verheiratet. 1943 bekam Hildegard Margis Kontakt zur Widerstandsgruppe um Anton Saefkow und Franz Jacob, die sie über ihr Wissen über die V-Waffen, konstruiert vom Bruder ihres Schwiegersohns Wernher von Braun, informierte. Sie wurde am 18. September 1944 festgenommen. Am 30. September 1944 ist sie in der Untersuchungshaft im Frauengefängnis Barnimstraße gestorben. Der Qual der Verhöre und der Haft war ihr Körper nicht gewachsen. |
|      | Karl Marx                                               | Zikadenweg 49                      | Lage | 8. Sep. 2009  | Karl Marx, geb. am 30. März 1890 in Landau, war Kaufmann. Er vertrat die Handelsfirma Marx & Co. Von 1934 bis 1938 wohnte er mit seiner Frau Margarete, Individualpsychologin, und den Kindern Peter und Marlies, geb. 7. Juni 1925, im Zikadenweg 49. Die Kinder besuchten die private jüdische Waldschule Kaliski im benachbarten Ortsteil Grunewald. 1938 zog die Familie wegen schwieriger wirtschaftlicher Lage in die Schrammstraße8 (Wilmersdorf) um, und von dort 1939 in die Sybelstraße 30 (Charlottenburg). Karl Marx, seine Frau Margarete und Marlies flüchteten nach Frankreich, wo sie in Drancy interniert wurden. Zwei Jahre später, am 27. März 1944, wurden sie und Marlies mit dem 70. Transport nach Auschwitz deportiert. Dort wurde Karl Marx im Alter von 54 Jahren ermordet. Die Tochter Marlies überlebte Auschwitz und wanderte nach Kanada aus, wo sie heute noch lebt. Vor der Familie Marx gehörte das Haus dem Ingenieur Martin Dosmar, der mit seiner Frau Elisabeth, seinem Sohn Hans und seiner Tochter Eva bis zur Emigration nach Frankreich (1933) dort lebte und später unter schwierigen Bedingungen in die Schweiz flüchtete. Hans Dosmar schildert dies ausführlich im Eichkampbuch. |
|      | Margarete Marx                                          | Zikadenweg 49                      | Lage | 8. Sep. 2009  | Margarete Marx, geb. Straus, am 23. Juli 1895 in Pforzheim. Karl Marx, seine Frau Margarete und Marlies flüchteten nach Frankreich, wo sie in Drancy interniert wurden. Zwei Jahre später, am 27. März 1944, wurden sie und Marlies mit dem 70. Transport nach Auschwitz deportiert. Margarete Marx überlebte und übersiedelte nach Frankreich. Sie klagte lange Jahre um Entschädigung wegen ihres Gesundheitszustandes. |
|      | Marie Luise Marx                                        | Zikadenweg 49                      | Lage | 8. Sep. 2009  | Marie Luise Marx wurde am 7. Juni 1925 in Luckenwalde geboren. Sie ist vermutlich 1939 nach Frankreich geflohen, wurde dort von der Gestapo gefasst und am 27. März 1944 aus dem Sammellager Drancy nach Auschwitz deportiert. Im Januar 1945 wurde sie von der Roten Armee befreit. |
|      | Peter Marx                                              | Zikadenweg 49                      | Lage | 8. Sep. 2009  | Peter Marx, geboren am 10. Juli 1921 in Berlin. Er war Übersetzer, flüchtete nach Belgien und wurde im SS-Sammellager Mechelen interniert, am 2. September 1942 mit 21 Jahren nach Auschwitz deportiert und dort ermordet. |
|      | Pali Meller                                             | Knobelsdorffstraße 110             | Lage | 24. Juli 2012 | Pali Meller, Jahrgang 1902, wurde am 3. September 1942 inhaftiert. Der im damals ungarischen Burgenland geborene Architekt hatte seine Herkunft vor den Behörden verschleiert. Nach der Heirat mit der niederländischen Tänzerin Petronella Colpa 1929 zogen sie gemeinsam nach Berlin. Da das katholisch-jüdische Paar zwei Kinder hatte, galt die Verbindung als „privilegierte Mischehe“. Nachdem seine Frau 1935 tödlich verunglückte, suchte er neue Frauenbekanntschaften im Vertrauen darauf, dass seine jüdische Abstammung durch Dokumentenmanipulation gut verschleiert wäre, wurde aber denunziert. Zum Vorwurf der Urkundenfälschung kam noch die „Rassenschande“ gemäß den Nürnberger Gesetzen. Er wurde am 6. August 1942 zu sechs Jahren Zuchthaus verurteilt, starb aber bereits am 31. März 1943 an Tuberkulose im Zuchthaus Brandenburg. Jüdische Häftlinge wurden wegen solcher Erkrankungen meist nicht behandelt. Während seiner Haft schrieb er 26 Briefe an seinen elfjährigen Sohn Paul und seine sieben Jahre alte Tochter Barbara, die 2012 von Dorothea Zwirner zusammengefasst wurde und als Buch als „Papierküsse“ veröffentlicht wurde (Klett-Cotta). Der Kinderfrau Franziska Schmitt gelang es die Kinder, denen ständig die Deportation als „Halbjuden“ drohte, durch die NS-Zeit zu bringen. |
|      | Susanne Müller                                          | Kastanienallee 39                  | Lage | 28. Juni 2011 | Susanne Müller, am 20. April 1904 in Ratibor geb. Bruck. Sie flüchtete 1936 nach Italien und 1938 nach Frankreich, wo sie im Sammellager Drancy interniert wurde. Am 7. September 1942 wurde sie Auschwitz deportiert und dort ermordet. |
|      | Adelheid Nathanson                                      | Platanenallee 8                    |      | 19. Mai 2016  | Adelheid Nathanson, am 26. Juni 1879 in Berlin geb. Asch, war die Nichte von Ludwig und Isidor Loewe. Ihr Ehemann Max war Sanitätsrat und hatte seine Arztpraxis in der Reinickendorfer Straße in Berlin-Wedding. Er starb 1935. Ihre Tochter Nora emigrierte im März 1933 nach Moskau. Ihr Sohn Ernst flüchtete im Mai 1939 mit seiner Familie nach Schanghai. Adelheid blieb auf eigenen Wunsch zurück, mit dem Verweis auf ihre deutschnationale Gesinnung. Am 27. November 1941 wurde sie aus Berlin nach Riga deportiert und dort nach der Ankunft ermordet. |
|      | Julius Netheim                                          | Fredericiastraße 8                 | Lage | 24. Juli 2012 | Julius Netheim wurde am 18. April 1876 in Lemgo als Sohn von David und Helena Netheim geboren. Der Ingenieur, der am Ersten Weltkrieg teilgenommen hatte, war kriegsversehrt. Er wurde am 21. September 1942 im Alter von 66 Jahren vom Bahnhof Grunewald aus in einem Waggon mit 100 anderen jüdischen Menschen nach Theresienstadt deportiert. Er ist dort im völlig überfüllten Ghetto unter grauenvollen Umständen am 12. Mai 1943 ums Leben gekommen. Julius Netheim hatte eine Schwester namens Clara Rosenberg, geb. Netheim, geboren am 8. Mai 1873 in Lemgo. Aus Dokumenten des Entschädigungsamtes in Berlin geht hervor, dass sie die einzige Angehörige war, die das Verbrechen der Judenverfolgung durch die Nazis überlebte. |
|      | Pauline Paula Netheim                                   | Fredericiastraße 8                 | Lage | 24. Juli 2012 | Pauline Netheim, geb. Groeger, am 25. Januar 1874 in Breslau. Sie wurde wie ihr Mann aus der Wohnung verschleppt, ins Sammellager an der Großen Hamburger Straße gebracht und am 21. September 1942 mit dem 63. Alterstransport nach Theresienstadt deportiert. Mehr als eineinhalb Jahre später und ein Jahr nach dem Tod ihres Mannes ist sie am 16. Mai 1944 ins Vernichtungslager Auschwitz weitertransportiert worden, wo sie bald danach umgebracht wurde. |
|      | Arnold Oberndörffer                                     | Württembergallee 8                 |      | 8. Nov. 2021  | |
|      | Rosalie Sonja Okun                                      | Meiningenallee 7                   |      | 15. Okt. 2013 | |
|      | Martha Ollendorff                                       | Rüsternallee 37                    |      | 5. März 2013  | |
|      | Hildegard Peril                                         | Ahornallee 10                      | Lage | 28. Juni 2011 | Hildegard Peril geb. am 17. Dezember 1900 in Mannheim. Während ihre Geschwister emigrieren konnten, blieb sie in Berlin, wahrscheinlich damit sie sich um ihre Mutter Rosa Peril kümmern konnte. Sie wurde am 26. Oktober 1942 im Zuge der sogenannten „Gemeindeaktion“ mit dem „22. Osttransport“ vom Bahnhof Berlin-Grunewald nach Riga deportiert, wo sie wahrscheinlich am 29. Oktober 1942 in der Nähe des Vernichtungslagers Salaspils erschossen wurde. |
|      | Achim Platz                                             | Reichsstraße 9                     |      | 5. März 2013  | Stein wurde am 2. April 2025 ausgetauscht |
|      | Achim Platz                                             | Reichsstraße 9                     |      | 2. Apr. 2025  | ausgetauschter Stein vom 2. April 2025 |
|      | Alfred Platz                                            | Reichsstraße 9                     |      | 5. März 2013  | Stein wurde am 2. April 2025 ausgetauscht |
|      | Alfred Platz                                            | Reichsstraße 9                     |      | 2. Apr. 2025  | ausgetauschter Stein vom 2. April 2025 |
|      | Chaim David Platz                                       | Reichsstraße 9                     |      | 5. März 2013  | Stein wurde am 2. April 2025 ausgetauscht |
|      | Chaim David Platz                                       | Reichsstraße 9                     |      | 2. Apr. 2025  | ausgetauschter Stein vom 2. April 2025 |
|      | Charles Platz                                           | Reichsstraße 9                     |      | 5. März 2013  | Stein wurde am 2. April 2025 ausgetauscht |
|      | Charles Platz                                           | Reichsstraße 9                     |      | 5. März 2013  | ausgetauschter Stein vom 2. April 2025 |
|      | Elisabeth Platz                                         | Reichsstraße 9                     |      | 5. März 2013  | Stein wurde am 2. April 2025 ausgetauscht |
|      | Elisabeth Platz                                         | Reichsstraße 9                     |      | 5. März 2013  | ausgetauschter Stein vom 2. April 2025 |
|      | Emma Ruth Platz                                         | Reichsstraße 9                     |      | 5. März 2013  | Stein wurde am 2. April 2025 ausgetauscht |
|      | Emma Ruth Platz                                         | Reichsstraße 9                     |      | 5. März 2013  | ausgetauschter Stein vom 2. April 2025 |
|      | Fanni Platz                                             | Reichsstraße 9                     |      | 5. März 2013  | |
|      | Hanna Platz                                             | Reichsstraße 9                     |      | 5. März 2013  | Stein wurde am 2. April 2025 ausgetauscht |
|      | Hanna Platz                                             | Reichsstraße 9                     |      | 5. März 2013  | ausgetauschter Stein vom 2. April 2025 |
|      | Alice Pulvermann                                        | Lärchenweg 33                      | Lage | 8. Sep. 2009  | Alice Pulvermann, geboren am 30. Juli 1907 in Berlin, war Schneiderin und wohnte seit 1936 wieder bei ihren Eltern. Nach dem Zwangsverkauf des Hauses 1940 lebte sie bei Bekannten in der Wielandstraße 17 in Berlin-Charlottenburg. Mit 35 Jahren wurde sie am 29. Januar 1943 nach Auschwitz deportiert und dort ermordet. |
|      | Berthold Pulvermann                                     | Lärchenweg 33                      | Lage | 8. Sep. 2009  | Berthold Pulvermann, geb. am 15. Februar 1867 war Kaufmann und lebte mit seiner Frau Charlotte und zeitweise mit den Töchtern Alice und Minna von 1929 bis 1940 im Lärchenweg 33. Berthold und Charlotte Pulvermann mussten nach dem Verlust ihres Hauses in die Landhausstraße 25a (Wilmersdorf) ziehen. Ihre letzte Berliner Adresse war das Sammellager Jüdisches Altersheim in der Gerlachstraße 18-21 (heute Mollstraße 7a, Berlin-Mitte). Nachdem ihr restliches Vermögen am 1. September 1942 eingezogen worden war, sollte die Deportation nach Theresienstadt erfolgen. Vier Tage später nahm sich Bertold Pulvermann das Leben. Er wurde auf dem Jüdischen Friedhof Weißensee bestattet. |
|      | Charlotte Pulvermann                                    | Lärchenweg 33                      | Lage | 8. Sep. 2009  | Charlotte Pulvermann, geb. Radlauer, am 31. Mai 1877 in Berlin, lebte mit ihrem Ehemann Berthold Pulvermann von 1929 bis 1940 im Lärchenweg 33, zeitweise mit den Töchtern Alice und Minna. Nachdem ihr restliches Vermögen am 1. September 1942 eingezogen worden war, sollte die Deportation nach Theresienstadt erfolgen. Vier Tage später nahm sich Bertold Pulvermann das Leben. Charlotte Pulvermann wurde am 14. September 1942 nach Theresienstadt deportiert. Sie war 65 Jahre, als sie am 2. Dezember 1942 ermordet wurde. Minna Lewy, geb. Pulvermann, Studienrätin für Kunst, emigrierte mit dem dreijährigen Sohn Thomas 1938 nach Palästina, nachdem ihr Mann Rudolf Lewy, Musiker und Mathematiker, 1937 dorthin ausgewandert war. So konnte er eine Einreisegenehmigung für seine Frau und seinen Sohn beantragen. Die Söhne der Pulvermanns Karl Ludwig und Gerhard flüchteten in die USA. Der Bruder von Berthold Pulvermann, der Justizrat a. D. Alex Pulvermann wohnte mit seinem Sohn, dem Ministerialrat Max Pulvermann im Zikadenweg 56. Alex Pulvermann starb 1940, sein Sohn konnte in die USA emigrieren. |
|      | Beate Rehfisch                                          | Württembergallee 26                |      | 8. Nov. 2021  | |
|      | Lilli Rehfisch                                          | Württembergallee 26                |      | 8. Nov. 2021  | |
|      | Thomas Rehfisch                                         | Württembergallee 26                |      | 8. Nov. 2021  | |
|      | Dirk Salomon                                            | Hölderlinstraße 11                 | Lage | 21. Aug. 2006 | Dirk Salomon, geboren am 11. November 1920 in Berlin. Die Familie floh 1938 in die Niederlande. Über das Durchgangslager Westerbork wurde er am 18. Januar 1944 nach Theresienstadt und weiter nach Auschwitz deportiert und dort am 16. Mai 1944 ermordet. |
|      | Erich Salomon                                           | Hölderlinstraße 11                 | Lage | 21. Aug. 2006 | Dr. Erich Salomon, geboren am 28. April 1886 in Berlin. Die Familie floh 1938 in die Niederlande. Über das Durchgangslager Westerbork wurde er am 18. Januar 1944 nach Theresienstadt und weiter nach Auschwitz deportiert und dort am 7. Juli 1944 ermordet. |
|      | Eva-Maria Salomon                                       | Württembergallee 8                 |      | 8. Nov. 2021  | |
|      | Maggy Salomon                                           | Hölderlinstraße 11                 | Lage | 21. Aug. 2006 | Maggy Salomon geb. Schuler, am 11. Dezember 1889 in Rotterdam. Die Familie floh 1938 in die Niederlande. Über das Durchgangslager Westerbork wurde sie am 18. Januar 1944 nach Theresienstadt und weiter nach Auschwitz deportiert und dort am 7. Juli 1944 ermordet. |
|      | Philipp Salomon                                         | Württembergallee 8                 |      | 8. Nov. 2021  | |
|      | Toni Salomon                                            | Württembergallee 8                 |      | 8. Nov. 2021  | |
|      | Alfred Samek                                            | Zikadenweg 78                      |      | 7. Sep. 2017  | |
|      | Günther Samek                                           | Zikadenweg 78                      |      | 7. Sep. 2017  | |
|      | Rudolf Samek                                            | Zikadenweg 78                      |      | 7. Sep. 2017  | |
|      | Jeanne Samek                                            | Zikadenweg 78                      |      | 7. Sep. 2017  | |
|      | Adele Schiff                                            | Kastanienallee 23                  | Lage | 4. Okt. 2010  | Adele Schiff, geb. Wertheimer, geb. am 9. Juni 1864 in Wien. Sie wurde am 23. September 1942 nach Theresienstadt deportiert und am 9. November 1942 ermordet. |
|      | Hedwig Schiff                                           | Kastanienallee 23                  | Lage | 4. Okt. 2010  | Hedwig Schiff, geb. am 3. Dezember 1890 in Berlin. Sie wurde am 26. September 1942 nach Raasiku in Estland deportiert und dort ermordet. Nur 26 Menschen aus diesem Transport überlebten den Krieg. |
|      | Oda Schottmüller                                        | Reichsstraße 106                   |      | 23. Sep. 2016 | |
|      | Hildegard Schwarz                                       | Eschenallee 34                     |      | 19. Mai 2016  | |
|      | Berta Spittel                                           | Im Hornisgrund 17                  | Lage | 8. Sep. 2009  | Berta Spittel geb. Goldmann, am 20. Mai 1884 in Holzkirchen lebt hier mit ihrem Ehemann, dem Richter und Senatspräsidenten am Kammergericht Dr. jur. Max Spittel. Das Ehepaar hatte zwei Söhne: Hans (Harold), geb. 1909, und Helmut (Paul), geb. 1911. Den Söhnen gelang die Emigration. Beiden wurde im Zuge der „Wiedergutmachung“ das Grundstück rückübertragen. 1955 verkauften sie es weiter. Harold – ehemals Hans – Spittel ist in den Unterlagen als Diplomingenieur verzeichnet, Helmut als Musiker. Sein Antrag auf Mitgliedschaft in der Reichskulturkammer war im Jahre 1935 abgelehnt worden. Helmut (Paul) Spittel lebte bis zu seinem Tode 1969 in Perth (Australien), wo er als Geiger und Klarinettist dem „West Australien Symphony Orchestra“ angehörte. Berta wurde am 15. August 1942 mit ihrem Ehemann nach Riga deportiert und dort am 18. August 1942 ermordet. |
|      | Max Spittel                                             | Im Hornisgrund 17                  | Lage | 8. Sep. 2009  | Dr. jur. Max Spittel, geboren am 21. November 1876 in Aachen war Senatspräsident am Kammergericht. Er hatte das Grundstück 1929 erworben, das er mit seiner Ehefrau Berta Spittel bewohnte. Nach der Machtübernahme durch die Nationalsozialisten und dem Inkrafttreten des „Gesetzes zur Wiederherstellung des Berufsbeamtentums“ wurde Max Spittel als Jude im April 1933 zwangsweise beurlaubt und im September 1933 in eine niedrigere Richterfunktion am Landgericht Berlin versetzt. Auf der Grundlage der sog. Nürnberger Rassegesetze („Reichsbürgergesetz“) im Jahre 1935 wurde er aus dem Richterdienst entlassen. 1941 übernahm die SS-Organisation „Gemeinnützige Wohnungs- und Heimstätten-GmbH Dachau“ das Grundstück. Familie Spittel hatte das Haus bereits zuvor verlassen müssen. Mit dem 18. Transport vom 15. August 1942 wurden Max und Berta Spittel nach Riga deportiert, wo sie nach ihrer Ankunft am 18. August 1942 ermordet wurden. Für Max Spittel gibt es zusätzlich einen auf seinen Richterstatus bezogenen Stolperstein vor dem Kammergericht in der Elßholzstraße 30 – 33. |
|      | Ernst Stern                                             | Kurländer Allee 44                 |      | 30. Mai 2018  | |
|      | Gabriele C. Stern                                       | Kurländer Allee 44                 |      | 30. Mai 2018  | |
|      | Margarete Stern                                         | Kurländer Allee 44                 |      | 30. Mai 2018  | |
|      | Rudolf Stern                                            | Kurländer Allee 44                 |      | 30. Mai 2018  | |
|      | Sigismund Sternberg                                     | Kaiserdamm 89                      | Lage | 4. Okt. 2010  | Sigismund Sternberg wurde am 11. November 1869 in Hohensalza geboren. Er ist am 11. Februar 1939 durch den Freitod gestorben. |
|      | Jenny Stock                                             | Zikadenweg 51                      | Lage | 9. Apr. 2009  | Jenny Stock, geb. Gradnauer, am 7. Mai 1869 in Magdeburg, entstammte einer jüdischen Kaufmannsfamilie aus Magdeburg. Nach dem Besuch einer „Höheren Töchterschule“, in der sie die Haushaltsführung erlernte, zog sie nach Frankfurt (Oder) um. Dort heiratete sie am 3. Januar 1891 den Kaufmann Paul Stock. Das Ehepaar war konfessionslos. Kurz nach der Eheschließung wurde die Firma „Herrengarderobe nach Maß“, in der Paul Stock tätig war, nach Berlin verlegt; damit siedelte auch das Ehepaar um. 1893 wurde der Sohn Georg geboren, benannt nach Jennys Bruder Georg Gradnauer, der seit 1919 sächsischer Ministerpräsident, 1921 kurz sächsischer Innenminister und danach Gesandter Sachsens bei der Reichsregierung war. In den zwanziger Jahren zog sich Paul Stock aus dem Geschäftsleben zurück. Seit 1926 bewohnte das Ehepaar das Haus Zikadenweg 51. 1927 starb Paul Stock; er wurde auf dem Friedhof Heerstraße (Charlottenburg) beerdigt. Bei den vorgezogenen Neuwahlen 1933 wurde Jenny Stock für die SPD in die Bezirksverordnetenversammlung Wilmersdorf gewählt. Nach dem SPD-Verbot und der „Verordnung zur Sicherheit der Staatsführung“ vom Juli 1933 wurde ihr jedoch das Mandat entzogen. Nach dem Zwangsverkauf ihres Hauses am 19. November 1938 an eine „arische“ Familie wohnte Jenny Stock noch eine Zeit lang in der Siedlung Eichkamp. 1940 zog sie zu ihrem Bruder Georg Gradnauer nach Kleinmachnow. Nachdem auch der Bruder sein Haus hatte verkaufen müssen, wohnten beide in dem „Judenhaus“ Auf der Drift 12 in Kleinmachnow. (Stolperstein für Georg Gradnauer) Von dort wurde Jenny Stock im Alter von 73 Jahren am 20. November 1942 in das Konzentrationslager Theresienstadt deportiert. Dort starb sie am 24. März 1943. Ihr Bruder wurde am 21. Januar 1944 deportiert. Er überlebte das Konzentrationslager. Der Sohn Georg, der in Berlin als Landgerichtsrat tätig war und in einer „Mischehe“ lebte, konnte 1936 nach Großbritannien emigrieren. Dort wurde er Geistlicher. Er starb 1963 noch bevor er Entschädigungszahlungen erhalten hatte. |
|      | Fanny Tobias                                            | Eschenallee 34                     |      | 19. Mai 2016  | |
|      | Brigitte Tugendreich                                    | Reichsstraße 104                   |      | 13. Juli 2019 | |
|      | Gustav Tugendreich                                      | Reichsstraße 104                   |      | 13. Juli 2019 | |
|      | Irene Tugendreich                                       | Reichsstraße 104                   |      | 13. Juli 2019 | |
|      | Thomas Tugendreich                                      | Reichsstraße 104                   |      | 13. Juli 2019 | |
|      | Helene Valfer                                           | Gotha-Allee 17                     |      | 5. März 2013  | Helene Valfer wurde am 11. März 1873 in Idar-Oberstein geboren, mit Mädchennamen hieß sie Herz. Am 28. August 1942 wurde sie aus der Gotha-Allee 17 in das KZ Theresienstadt deportiert, dort kam sie am 26. Februar offiziell an “Chronischer Rückenmarkentzündung” zu Tode. Sie wurde also mangels ausreichender Ernährung und medizinischer Behandlung ermordet. |
|      | Anna Vandewart                                          | Kirschenallee 5                    |      | 9. Aug. 2014  | |
|      | Eugen Vandewart                                         | Kirschenallee 5                    |      | 9. Aug. 2014  | |
|      | Ernst Wachsner (falsch beschriftet als Ernst Wachsener) | Sensburger Allee 23                |      | 25. Sep. 2006 | |
|      | Erika Weil                                              | Bayernallee 19a                    | Lage | 30. Nov. 2005 | Erika Weil, geb. am 15. Juni 1927 in Berlin. Deportiert am 19. Februar 1943, ermordet in Auschwitz. Das Todesdatum ist unbekannt. |
|      | Mary Weil                                               | Bayernallee 19a                    | Lage | 30. Nov. 2005 | Mary Weil, am 25. Januar 1893 in Mannheim geborene Loeb-Ullmann. Deportiert am 19. Februar 1943, ermordet in Auschwitz. Das Todesdatum ist unbekannt. |
|      | Theodor Weil                                            | Bayernallee 19a                    | Lage | 30. Nov. 2005 | Theodor Weil, geb. am 13. Mai 1894 in Ludwigsburg. Deportiert am 19. Februar 1943, ermordet in Auschwitz. Das Todesdatum ist unbekannt. |
|      | Auguste Weißler                                         | Meiningenallee 7                   |      | 5. März 2013  | geb. am 8. Februar 1860 als Auguste Hayn; deportiert am 16. Juni 1943 nach Theresienstadt; dort am 20. November 1943 zu Tode gekommen |
|      | Friedrich Weißler                                       | Meiningenallee 7                   |      | 15. Okt. 2013 | |
|      | Edmund Wolfson                                          | Kaiserdamm 82                      |      | 6. Okt. 2021  | |
|      | Rosa Wolfson                                            | Kaiserdamm 82                      |      | 6. Okt. 2021  | |
|      | Alice Zellner                                           | Ahornallee 10                      | Lage | 28. Juni 2011 | Alice Zellner, geb. am 28. Mai 1912 in Senftenberg. Ihr letzter freiwilliger Wohnort war die Ahornallee 10. Später zog sie gemeinsam mit ihrer Tochter Gittel in die Weimarer Straße 13 nach Charlottenburg. Sie war als Uniformnäherin in der Großen Frankfurter Allee 187 – vermutlich als Zwangsarbeiterin – beschäftigt. Danach lebte sie mit ihrer Mutter im Jüdischen Krankenhaus, das als Sammellager der zum Abtransport bestimmten Berliner Juden diente. Am 16. Juni 1943 wurde sie und ihre Tochter Gittel nach Theresienstadt deportiert. Am 9. Oktober 1944 kam sie nach Auschwitz. Das Todesdatum ist unbekannt. |
|      | Berta Zellner                                           | Ahornallee 10                      | Lage | 28. Juni 2011 | Berta Zellner, geb. Bluhm, am 18. Mai 1874 in Konitz. Sie lebte in Senftenberg und war dort mit Leo Zellner verheiratet, dem dort ein Stolperstein gewidmet ist. Die Ehe wurde wahrscheinlich 1920 geschieden, worauf sie mit ihrer Tochter Alice nach Berlin kam. Ihr letzter freiwilliger Wohnort war die Ahornallee. Danach lebte sie im Jüdischen Krankenhaus, das als Sammellager der zum Abtransport bestimmten Berliner Juden diente. Am 13. Januar 1943 wurde Berta Zellner vom Bahnhof Grunewald nach Theresienstadt deportiert. Dort ist sie am 16. Februar 1943 laut Todesurkunde an Demenz verstorben. Es ist anzunehmen, dass sie an den dort herrschenden inhumanen Lebensbedingungen gestorben ist. |
|      | Gittel Zellner                                          | Ahornallee 10                      | Lage | 28. Juni 2011 | Gittel Zellner, geb. am 13. September 1941 in Berlin. Am 16. Juni 1943 wurde sie und ihre Mutter Alice nach Theresienstadt deportiert, wo sie bis zum 9. Oktober 1944 blieben. Von dort erfolgte die Deportation nach Auschwitz, wo sie wahrscheinlich auf dem Transport umkam oder gleich nach der Ankunft im Alter von zwei Jahren ermordet wurde. |
|      | Margarete Zuelzer                                       | Eichkampstraße 108                 | Lage | 24. Juli 2012 | Dr. Margarete (Margarethe Hedwig) Zuelzer, geb. 7. Februar 1877 in Haynau, war die jüngste Tochter des Tuchfabrikanten Julius Zuelzer (1838–1889) und seiner Frau Henriette Friedländer (1852–1931) und bis 1933 eine anerkannte und erfolgreiche Wissenschaftlerin. Margarete blieb unverheiratet und studierte Naturwissenschaften. 1904 an der Universität Heidelberg promoviert, gehörte sie zur ersten Generation regulär studierender Frauen in Deutschland. Sie wurde Spezialistin in der Protozoenforschung, einem Gebiet der Biologie. Von 1916 bis April 1933 arbeitete sie im Reichsgesundheitsamt Berlin, zuerst als Assistentin, später Direktorin des Protozoenlaboratoriums und Regierungsrat; 1926 war sie die einzige Frau unter 17 Regierungsräten. Aufgrund ihrer Arbeiten zur Weil-Krankheit war sie im Auftrag der niederländischen Regierung von 1926 bis 1928 zu Forschungen auf Sumatra, Java und Bali gewesen. Von 1932 bis 1933 forschte sie als wissenschaftlicher Gast im Kaiser-Wilhelm-Institut für physikalische Chemie und Elektrochemie in Berlin-Dahlem. Sie wurde aufgrund der NS-Gesetzgebung im April 1933 entlassen. Am 7. Oktober 1939 emigrierte sie nach Amsterdam und konnte im Exil noch partiell wissenschaftlich arbeiten. Sie wohnte zuerst Bachplein 13, später Merwedeplein 24 II. Von hier wurde sie am 1. August 1943 in das Durchgangslager Westerbork verschleppt. Am 23. August 1943 umgekommen, wurde sie noch am selben Tag eingeäschert. Schwester Anneliese (Anna Luise) Zuelzer (1872 Haynau – 1948 Berlin) hatte den sozialdemokratischen Politiker und Journalisten Albert Südekum (1871–1944) geheiratet, sie hatten drei Kinder. Nach dessen Tod überlebte sie im Untergrund die NS-Verfolgungen. Schwester Gertrud (1873 Haynau – 1968 Berlin), wie Margarete unverheiratet, wurde eine bekannte Malerin und Künstlerin. Sie war im September 1942 beim Fluchtversuch an der Schweizer Grenze verhaftet und in das KZ Theresienstadt deportiert worden, das sie als eine der wenigen aus Berlin dorthin verschleppten überlebte. Bis 1936 gehörte das Haus dem Kammergerichtsrat Dr. Hans Hamburger und seiner Frau Charlotte, geb. Liepmann. Hans Hamburger war von 1926 bis 1930 der 1. Vorsitzende des Siedlervereins Eichkamp. Die Familie mit vier kleinen Kindern flüchtete über London nach Sao Paulo. (Lit: Marlen Eckl „…auf brasilianischem Boden fand ich eine neue Heimat“, Gardez Verlag 2005) |